# Makuṭa (couronne)

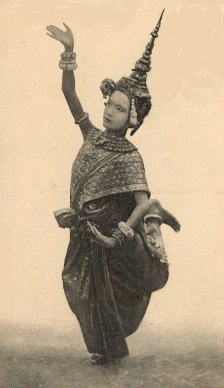
Danseuse khmère, fin XIXe ou début XXe siècle

La makuṭa ((sanskrit : मुकुट)),  makuta, mahkota, magaik, mokot, mongkut ou chada est une coiffe utilisée comme couronne dans les monarchies de l'Asie du Sud-Est : Cambodge, Thaïlande,  Indonésie (Java, Bali), Malaisie, Laos et Birmanie. Elles sont également utilisés dans les danses de cour classiques au Cambodge, en Indonésie, en Malaisie et en Thaïlande, comme le Lakhon Khol (en), le khon, les différentes formes de lakhon (comme le lakhon nok), ainsi que dans la danse dramatique wayang wong (en). Ils se caractérisent par une forme haute et pointue, sont fabriqués en or ou dans un matériau de substitution et sont généralement décorés de pierres précieuses. En tant que symbole de la royauté, ils figurent sur les insignes royaux du Cambodge et de la Thaïlande.

## Étymologie
La couronne, sous ses différentes formes, trouve son origine dans les coiffures symbolisant le jaṭāmakuṭa, les cheveux emmêlés d'un ascète formés en forme de couronne, que l'on retrouve souvent dans l'iconographie de Shiva et d'Avalokiteśvara.

## Cambodge: lemokot

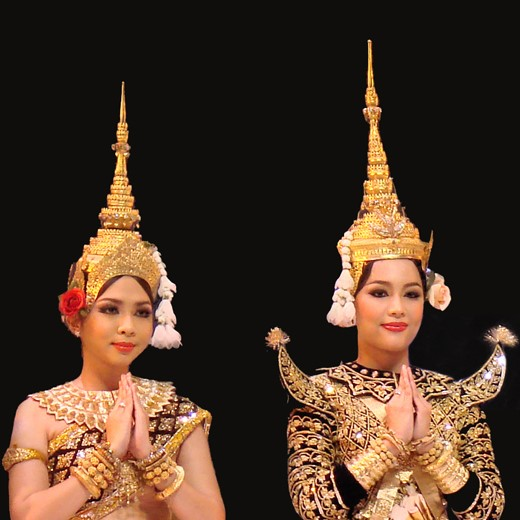
Danseuses du Ballet royal du Cambodge portant un mokot ksatrey (gauche) et un mokot ksat (à droite).

## Birmanie: lemagaik

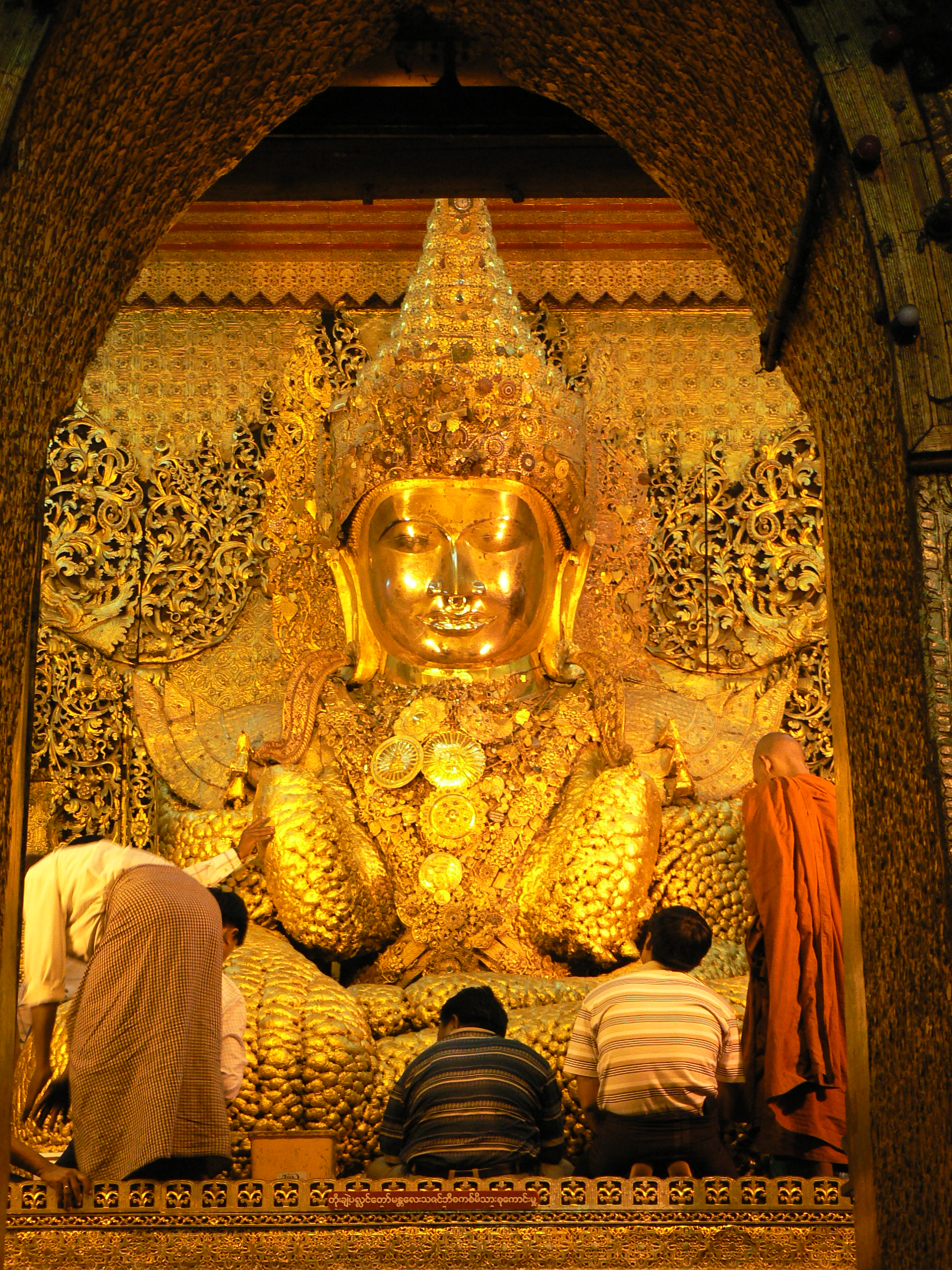
Le Bouddha Mahamuni
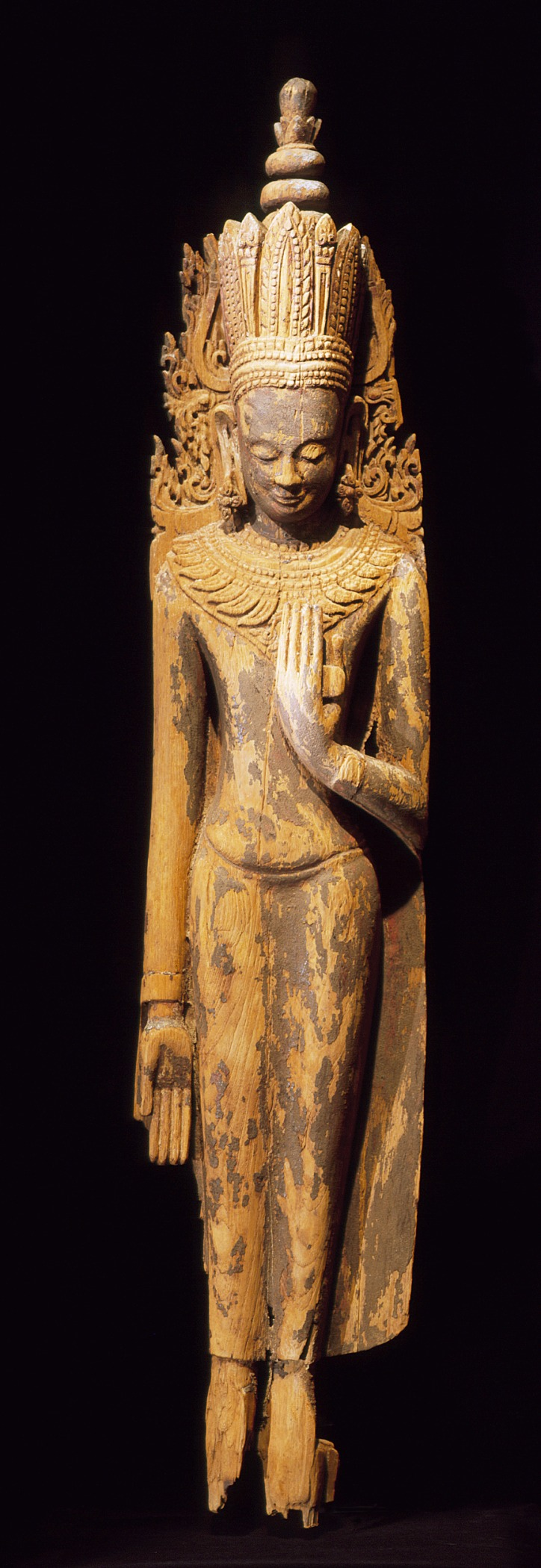
Bouddha couronné, XIIIe siècle, Bagan ?
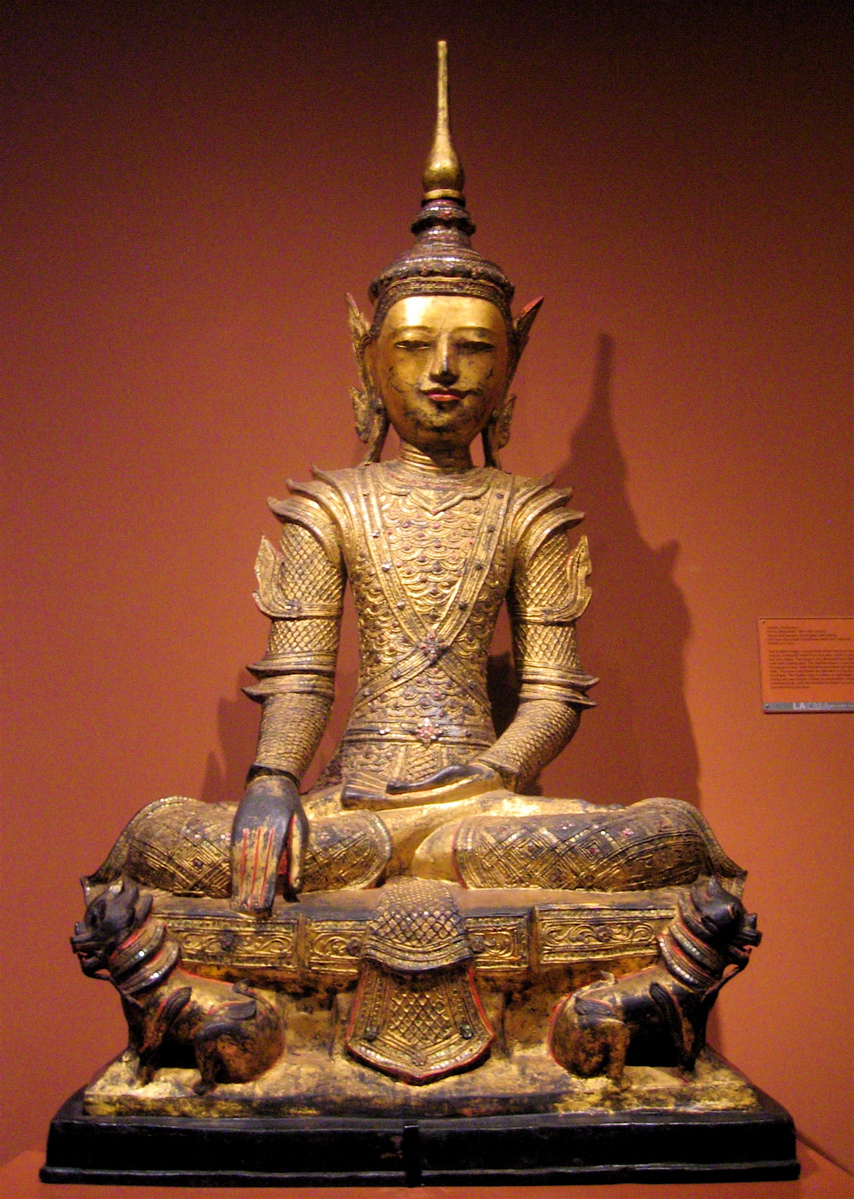
Buddha Shakyamuni

## Indonésie: lemakuṭaou lemahkota

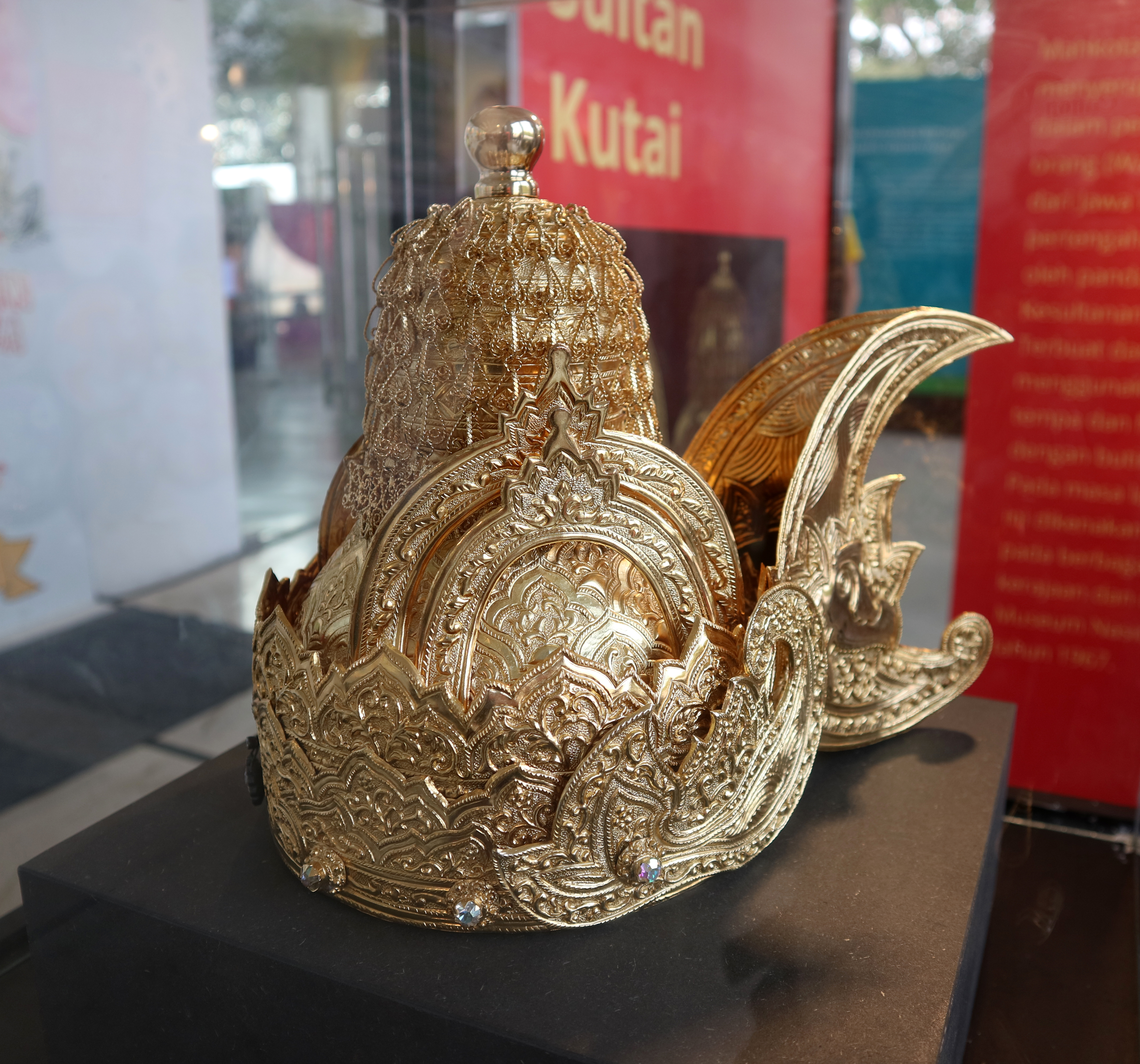
La couronne d'or du sultan de Kutai, qui fait partie des insignes du sultanat de Kutai Kartanegara, Kalimantan oriental, Indonésie.
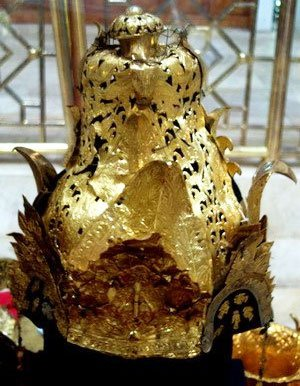
La Binokasih Sanghyang Paké (su), la couronne du Royaume de Sunda
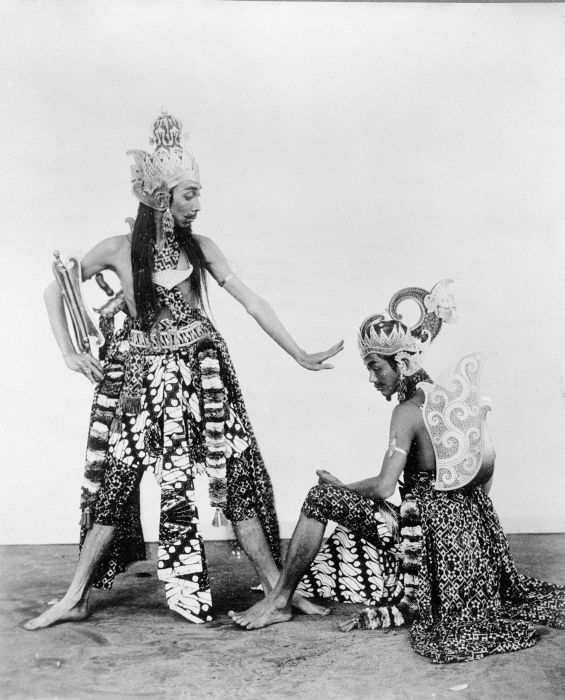
Représentation de wayang wong

## Thaïlande: lemongkutouchada

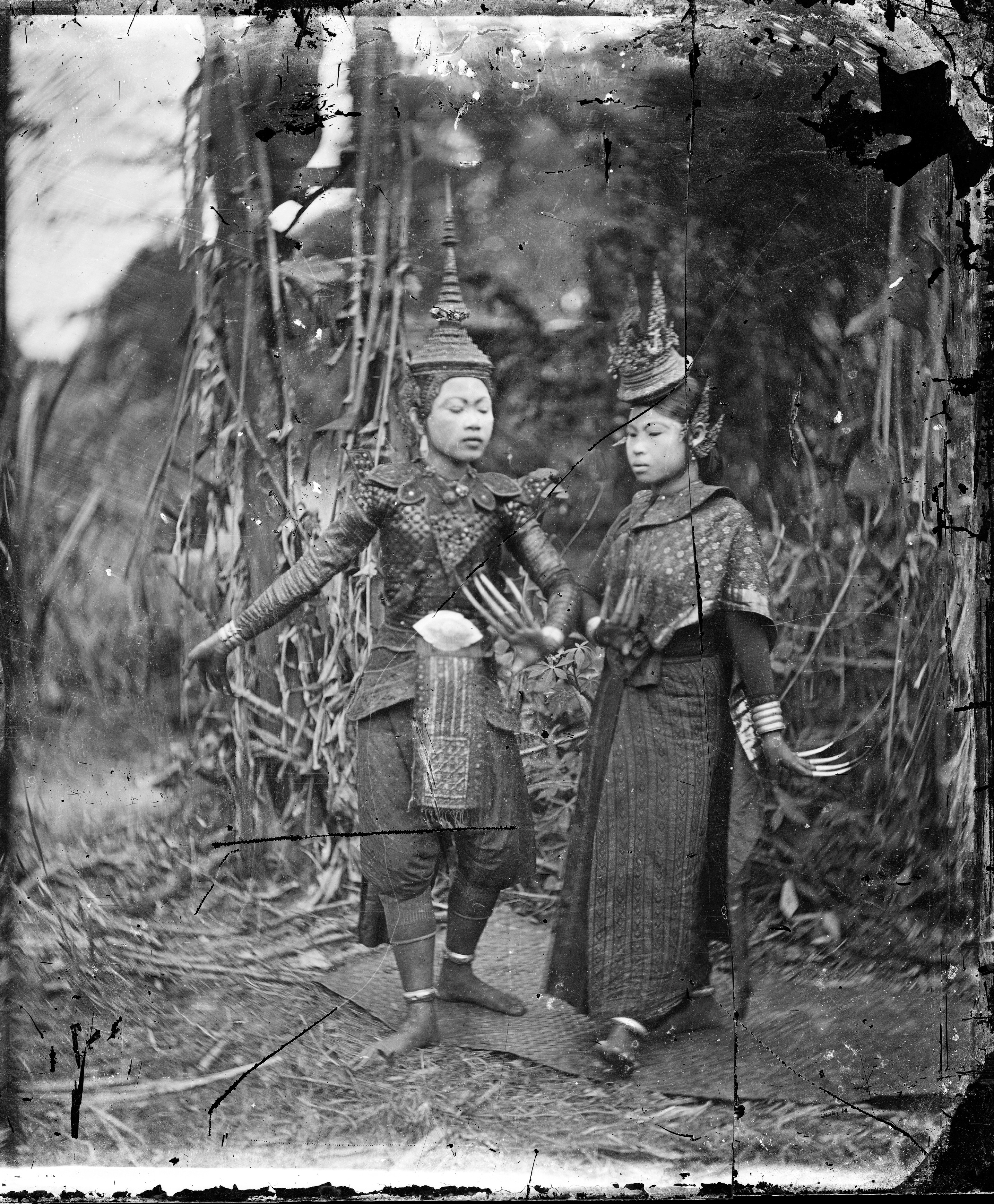
Danseuses de lakhon, 1965
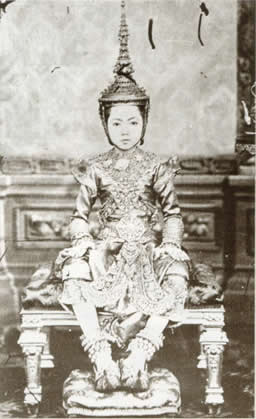
Voralaksanavadi (en)
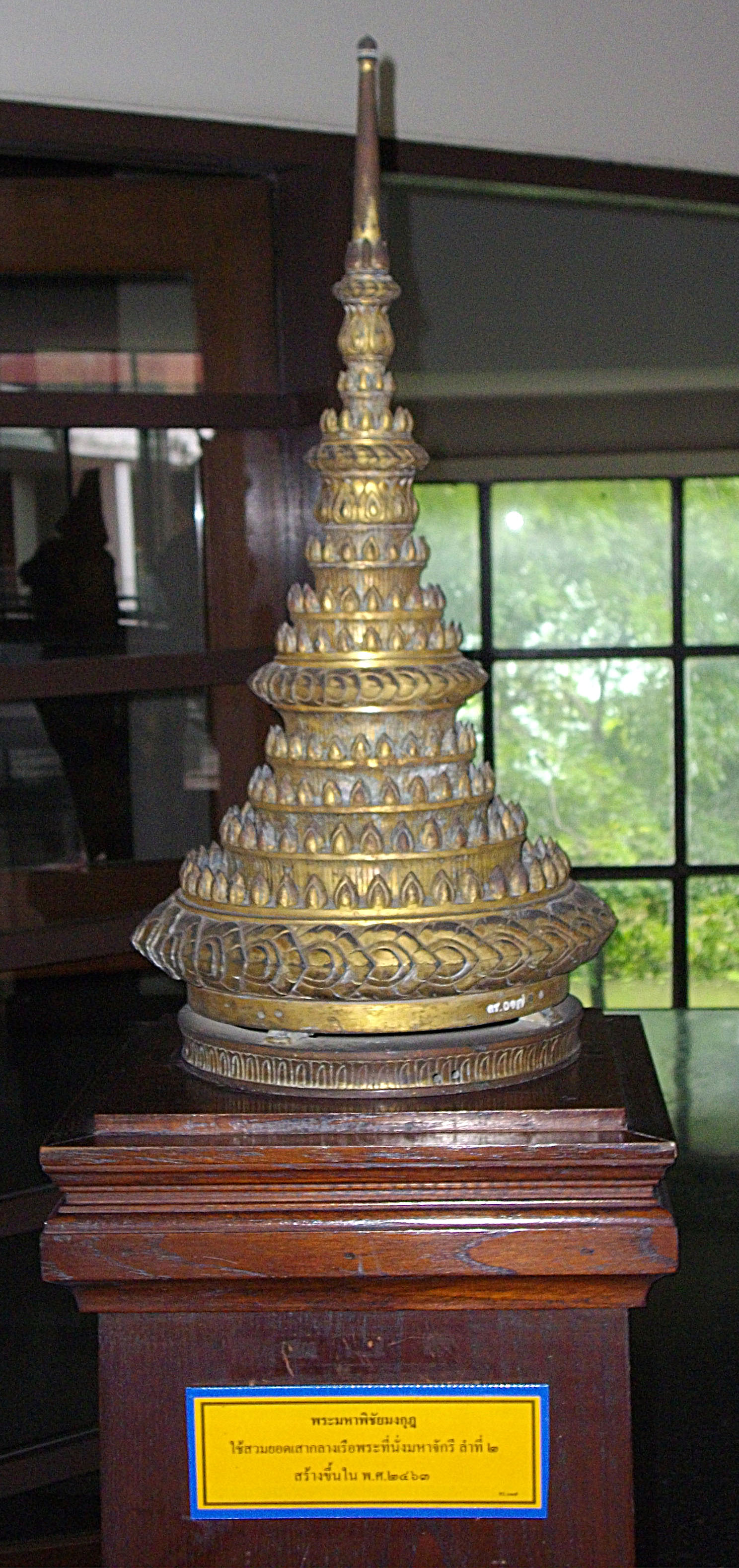
La Phra Maha Phichai Mongkut (Grande Couronne de la Victoire, un regalia de la monarchie thaïlandaise
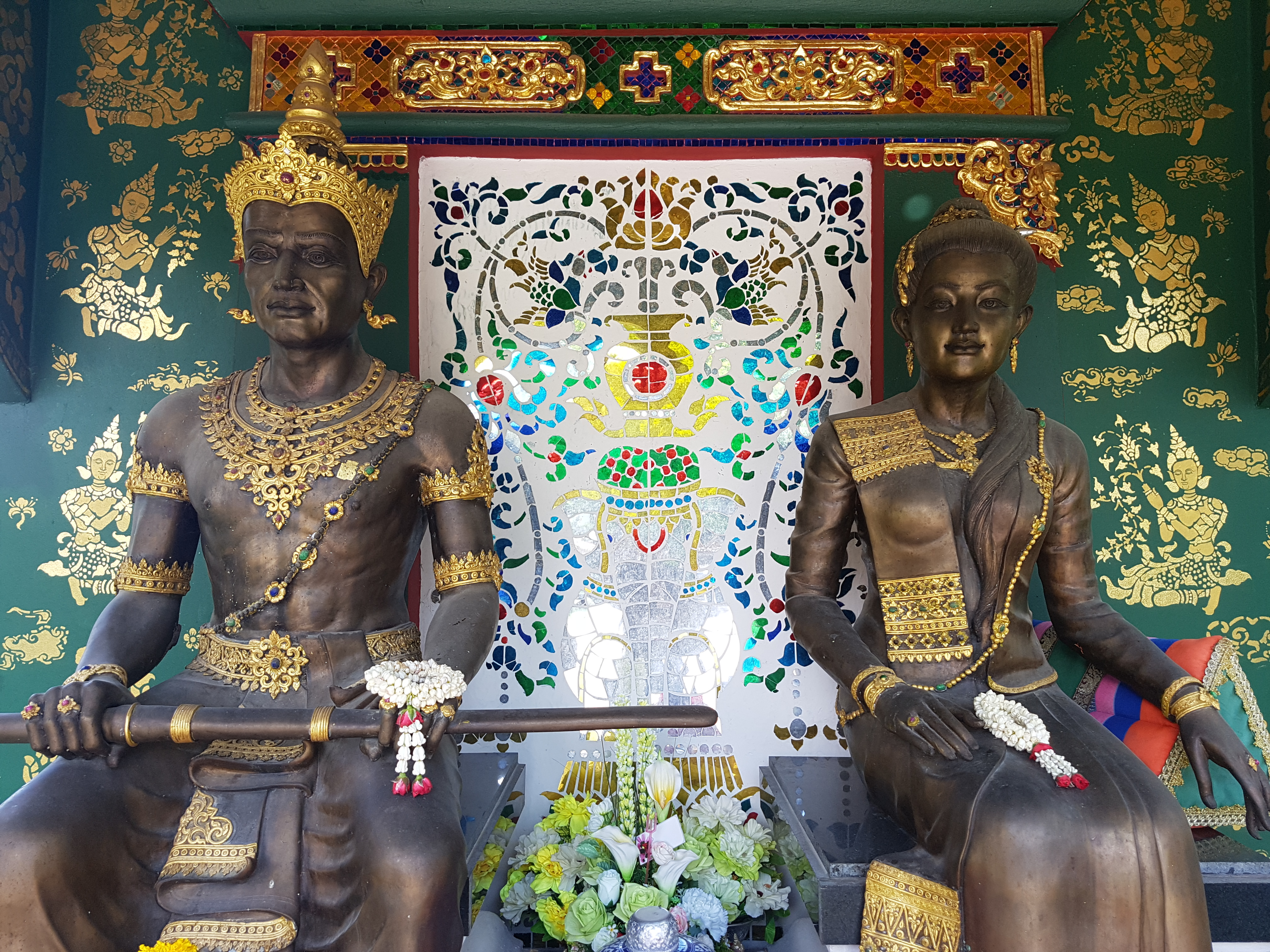
Wat Ming Mueang, Chiang Rai